# Monema
Monema is een geslacht van vlinders van de familie slakrupsvlinders (Limacodidae).

## Soorten
- M. coralina Dudgeon, 1895
- M. flavescens Walker, 1855
- M. johani-bergmani (Bryk, 1948)
- M. leucosticta Hampson, 1910
- M. melli Hering, 1931
- M. rubriceps (Matsumura, 1931)
- M. tenebricosa hering, 1931